# Греко-римская борьба на летних Олимпийских играх 1960 — свыше 87 кг
Соревнования по греко-римской борьбе в рамках Олимпийских игр 1960 года в тяжёлом весе (свыше 87 килограммов) прошли в Риме с 26 по 31 августа 1960 года в «Базилике Максенция».
Турнир проводился по системе с начислением штрафных баллов, но в сравнении с прошлыми играми, сменилась система их начисления и был введён такой результат, как ничья. За чистую победу штрафные баллы не начислялись, за победу по очкам борец получал один штрафной балл, за ничью два штрафных балла, за поражение по очкам три штрафных балла, за чистое поражение — четыре штрафных балла. Борец, набравший шесть штрафных баллов, из турнира выбывал. Трое оставшихся борцов выходили в финал, где проводили встречи между собой. Встречи между финалистами, состоявшиеся в предварительных схватках, шли в зачёт. Схватка по регламенту турнира продолжалась 12 минут. Если в течение первых шести минут не было зафиксировано туше, то судьи могли определить борца, имеющего преимущество. Если преимущество никому не отдавалось, то назначалось четыре минуты борьбы в партере, при этом каждый из борцов находился внизу по две минуты (очередность определялась жребием). Если кому-то из борцов было отдано преимущество, то он имел право выбора следующих шести минут борьбы: либо в партере сверху, либо в стойке. Если по истечении четырёх минут не фиксировалась чистая победа, то оставшиеся две минуты борцы боролись в стойке.
В тяжёлом весе боролись 12 участников.  Самым молодым был 20-летний борец Иштван Козма, самым возрастным 32-летний Иван Богдан. Иван Богдан, будучи чемпионом мира 1958 года, был и фаворитом турнира. Ожидалось, что в финале Богдан встретится с Вильфридом Дитрихом, вице-чемпионом Олимпийских игр 1956 года. Им конкуренцию мог бы составить Хамит Каплан, но он заявился для участия только по вольной борьбе (в отличие от Дитриха, выступившего в обоих видах, и завоевавшего звание чемпиона Олимпийских игр по вольной борьбе). Но как такового финала не состоялось: после четвёртого круга в турнире остались трое борцов: Богдан, Дитрих и чех Богумил Кубат, и все они друг с другом уже встречались, и все встречи закончились вничью. Иван Богдан завоевал золотую медаль потому у что у него было меньше штрафных баллов, чем у Кубата и Дитриха. А вот обладатель серебряной медали был определён лишь по меньшему весу Дитриха в сравнении с Кубатом (разница в весе была 40 килограммов).

## Призовые места
- Иван Богдан (URS)
- Вильфрид Дитрих (EUA)
- Богумил Кубат (TCH)

## Первый круг
| Штрафных баллов | Участник 1              | Результат   | Участник 2               | Штрафных баллов |
| --------------- | ----------------------- | ----------- | ------------------------ | --------------- |
| 1               | Иштван Козма (HUN)      | По очкам    | Дэйл Льюис (USA)         | 3               |
| 1               | Радослав Касабов (BUL)  | По очкам    | Адельмо Булгарелли (ITA) | 3               |
| 1               | Люсьян Сосновский (POL) | По очкам    | Виктор Авен (FIN)        | 3               |
| 0               | Богумил Кубат (TCH)     | Туше (6:07) | Кандзи Сигэока (JPN)     | 4               |
| 1               | Вильфрид Дитрих (EUA)   | По очкам    | Рагнар Свенссон (SWE)    | 3               |
| 0               | Иван Богдан (URS)       | Туше (5:47) | Тан Тари (TUR)           | 4               |

## Второй круг
| Штрафных баллов | Участник 1               | Результат   | Участник 2            | Штрафных баллов |
| --------------- | ------------------------ | ----------- | --------------------- | --------------- |
| 3               | Адельмо Булгарелли (ITA) | Туше (3:06) | Дэйл Льюис (USA)      | 7               |
| 2               | Радослав Касабов (BUL)   | По очкам    | Иштван Козма (HUN)    | 4               |
| 1               | Богумил Кубат (TCH)      | По очкам    | Виктор Авен (FIN)     | 6               |
| 1               | Люсьян Сосновский (POL)  | Туше (2:39) | Кандзи Сигэока (JPN)  | 8               |
| 6               | Тан Тари (TUR)           | Ничья       | Рагнар Свенссон (SWE) | 5               |
| 2               | Иван Богдан (URS)        | Ничья       | Вильфрид Дитрих (EUA) | 3               |

## Третий круг
| Штрафных баллов | Участник 1              | Результат    | Участник 2               | Штрафных баллов |
| --------------- | ----------------------- | ------------ | ------------------------ | --------------- |
| 5               | Иштван Козма (HUN)      | По очкам     | Адельмо Булгарелли (ITA) | 6               |
| 3               | Люсьян Сосновский (POL) | Ничья        | Радослав Касабов (BUL)   | 4               |
| 3               | Богумил Кубат (TCH)     | Ничья        | Вильфрид Дитрих (EUA)    | 5               |
| 2               | Иван Богдан (URS)       | Туше (10:29) | Рагнар Свенссон (SWE)    | 9               |

## Четвёртый круг
| Штрафных баллов | Участник 1            | Результат   | Участник 2              | Штрафных баллов |
| --------------- | --------------------- | ----------- | ----------------------- | --------------- |
| 6               | Иштван Козма (HUN)    | По очкам    | Люсьян Сосновский (POL) | 6               |
| 5               | Вильфрид Дитрих (EUA) | Туше (6:55) | Радослав Касабов (BUL)  | 8               |
| 4               | Иван Богдан (URS)     | Ничья       | Богумил Кубат (TCH)     | 5               |